# ويليام سميث (لاعب كرة سلة)
ويليام سميث (14 فبراير 1949 في الولايات المتحدة - ) (بالإنجليزية: William Smith)‏ هو لاعب كرة سلة أمريكي في مركز الوسط. لعب مع بورتلاند ترايل بلايزرز.

## وصلات خارجية
- ويليام سميث على موقع إن بي أي (الإنجليزية)
- ويليام سميث على موقع سبورتس رفرنس (الإنجليزية)
- ويليام سميث على موقع كلية كرة السلة في سبورتس رفرنس.كوم (الإنجليزية)
- ويليام سميث على موقع ريلجم (الإنجليزية)